# Creators in Pack
Creators in Pack Inc. (株式会社クリエイターズインパック, Kabushiki-gaisha Kurieitāzu in Pakku) est un studio d'animation japonaise situé à Suginami dans la préfecture de Tokyo, au Japon, fondé en avril 2013.

## Productions

### Séries télévisées
| Année | Titre                               | Dates de 1re diffusion | Dates de 1re diffusion | Nb. éps. | Notes                                                                                              |
| Année | Titre                               | Début                  | Fin                    | Nb. éps. | Notes                                                                                              |
| ----- | ----------------------------------- | ---------------------- | ---------------------- | -------- | -------------------------------------------------------------------------------------------------- |
| 2015  | Miritari! (ja)                      | 7 janvier 2015         | 25 mars 2015           | 12       | Basée sur le manga yonkoma de Mamo Williams.                                                       |
| 2015  | Danchigai (en)                      | 9 juillet 2015         | 24 septembre 2015      | 12       | Basée sur le manga yonkoma de Kazusa Yoneda.                                                       |
| 2015  | Hacka Doll (ja)                     | 2 octobre 2015         | 25 décembre 2015       | 13       | Série télévisée d'animation basée sur l'application d'informations éponyme de DeNA sur smartphone. |
| 2016  | Ojisan to Marshmallow (ja)          | 7 janvier 2016         | 25 mars 2016           | 12       | Basée sur le manga de Rekomaru Otoi.                                                               |
| 2016  | Ozmafia!! (ja)                      | 6 juillet 2016         | 21 septembre 2016      | 12       | Série télévisée d'animation dérivée de l'otome game du même nom.                                   |
| 2016  | Bloodivores (ja)                    | 1er octobre 2016       | 17 décembre 2016       | 12       | Basée sur le manhua en ligne de Bao Xiao.                                                          |
| 2016  | Kiitarō shōnen no yōkai enikki (ja) | 5 octobre 2016         | 21 décembre 2016       | 12       | Basée sur le manga de Riichi Kageyama.                                                             |
| 2016  | Barnard-jō iwaku. (ja)              | 6 octobre 2016         | 23 décembre 2016       | 12       | Basée sur le manga de Yūki Shikawa.                                                                |
| 2017  | NTR: Netsuzou Trap                  | 5 juillet 2017         | 20 septembre 2017      | 12       | Basée sur le manga de Kodama Naoko.                                                                |
| 2017  | Osake wa fūfu ni natte kara (en)    | 3 octobre 2017         | 26 décembre 2017       | 13       | Basée sur le manga de Crystal na Yōsuke.                                                           |
| 2018  | Tachibanakan To Lie Angle           | 4 avril 2018           | 20 juin 2018           | 12       | Basée sur le manga de Merryhachi ; coproduite avec Studio Lings (ja).                              |
| 2019  | Rinshi!! Ekoda-chan (ja)            | 9 janvier 2019         | 27 mars 2019           | 12       | Basée sur le manga yonkoma de Yukari Takinami ; réalisation des 2e et 5e épisodes.                 |

### ONA
| Année | Titre                         | Date(s) de sortie                   | Notes |
| ----- | ----------------------------- | ----------------------------------- | --- |
| 2018  | God Eater: Resonantoka Gekijō | 1er avril 2018                      | Série de courts métrages animés diffusée dans le jeu pour smartphone God Eater: Resonant Ops ; co-animée avec Passione. |
| 2018  | Musunde hiraite (ja)          | 7 septembre 2018 - 11 novembre 2018 | Basée sur le manga de Mayu Minase.                                                                                      |

### OAV
| Année | Titre            | Date(s) de sortie                 | Notes                                                                               |
| ----- | ---------------- | --------------------------------- | ----------------------------------------------------------------------------------- |
| 2015  | Wild Adapter: Kō | 2 octobre 2015 - 25 décembre 2015 | Second OAV de la série ; coproduite avec Anpro,.                                    |
| 2019  | It's My Life     | 30 janvier 2019                   | Une vidéo d'animation originale de 14 minutes basée sur le manga d'Imomushi Narita. |

### Jeu vidéo
- Ryūsei Halation (流星☆ハレーション, Ryūsei Harēshon?), sorti sur smartphone en 2014[7].

## Coopération de production
| Année | Titre                                | Studio principal         |
| ----- | ------------------------------------ | ------------------------ |
| 2014  | Rail Wars!                           | Passione                 |
| 2014  | Inō-Battle wa nichijō-kei no naka de | Trigger                  |
| 2015  | Ninja Slayer                         | Trigger                  |
| 2016  | Kiznaiver                            | Trigger                  |
| 2017  | Little Witch Academia                | Trigger                  |
| 2017  | Altaïr                               | MAPPA                    |
| 2018  | BanG Dream!: Girls Band Party!☆Pico  | DMM.futureworks Sanzigen |